# Entomobrya atrocincta
Entomobrya atrocincta är en urinsektsart som beskrevs av Heinrich Wilhelm Schott 1896. Entomobrya atrocincta ingår i släktet Entomobrya och familjen brokhoppstjärtar. Inga underarter finns listade i Catalogue of Life.